# Maglarps distrikt
Maglarps distrikt er fra 1. januar 2016 et folkebogføringsdistrikt i Trelleborgs kommune og Skåne län i Sverige.
Mod vest grænser distriktet op til Vellinge kommune, Mod øst grænser det op til Trelleborgs distrikt (færgebyen Trelleborg). Mod syd grænser distriktet op til Østersøen. Distriktet ligger på Søndersletten, der er et af Sveriges mest frugtbare områder.

## Tidligere administrative enheder
Distriktet består af det tidligere Maglarp Sogn (Maglarps socken).
I 1862 blev Maglarp Landkommune (Maglarps landskommun) oprettet. Kommunen blev en del af Skegrie Landkommune (Skegrie landskommun) i 1952. Området kom til Trelleborg Købstadskommune (Trelleborgs stad) i 1967, og det blev en del af den nuværende Trelleborgs kommune i 1971.
Maglarp Menighed (Maglarps församling) blev indlemmet i Hammarløv Menighed (Hammarlövs församling) i 2002.

## To kirker
Der har været to kirker i distriktet. Maglarp Kirke er én af Skånes ældste teglstenskirker. Den blev opført omkring år 1200. Maglarps nye Kirke blev indviet i 1909, og den blev revet ned i 2007.

## Andet
Menigheden hører til i Skyds Provsti (Skytts kontrakt) i Lunds Stift.
55°23′16″N 13°04′58″Ø / 55.3878°N 13.0828°Ø